# Upplands runinskrifter 1078
U 1078 är ett nu försvunnet vikingatida runstensfragment i Bälinge kyrka, Bälinge socken och Uppsala kommun. Fragmentet fanns tidigare i yttre stora kyrktrappan men försvann troligen i samband med en ombyggnation av trappan.

## Inskriften
Translitterering av runraden:
[...s(k)ar...]
Normalisering till runsvenska:
...
De fyra runorna skulle kunna ha utgjort en del av det vanliga namnet "AsgœÍRR".